# نورمان غولدمان
نورمان غولدمان (بالإنجليزية: Norman Goldman)‏ هو محامي أمريكي، ولد في 17 مارس 1959 في الولايات المتحدة.